# Asociația de Fotbal a Iordaniei
Asociația de Fotbal a Iordaniei (arabă الاتحاد الأردني لكرة القدم) este forul ce guvernează fotbalul în Iordania. Se ocupă de organizarea echipei naționale și a altor competiții de fotbal din stat cum ar fi Prima Ligă Iordaniană.